# Piccata

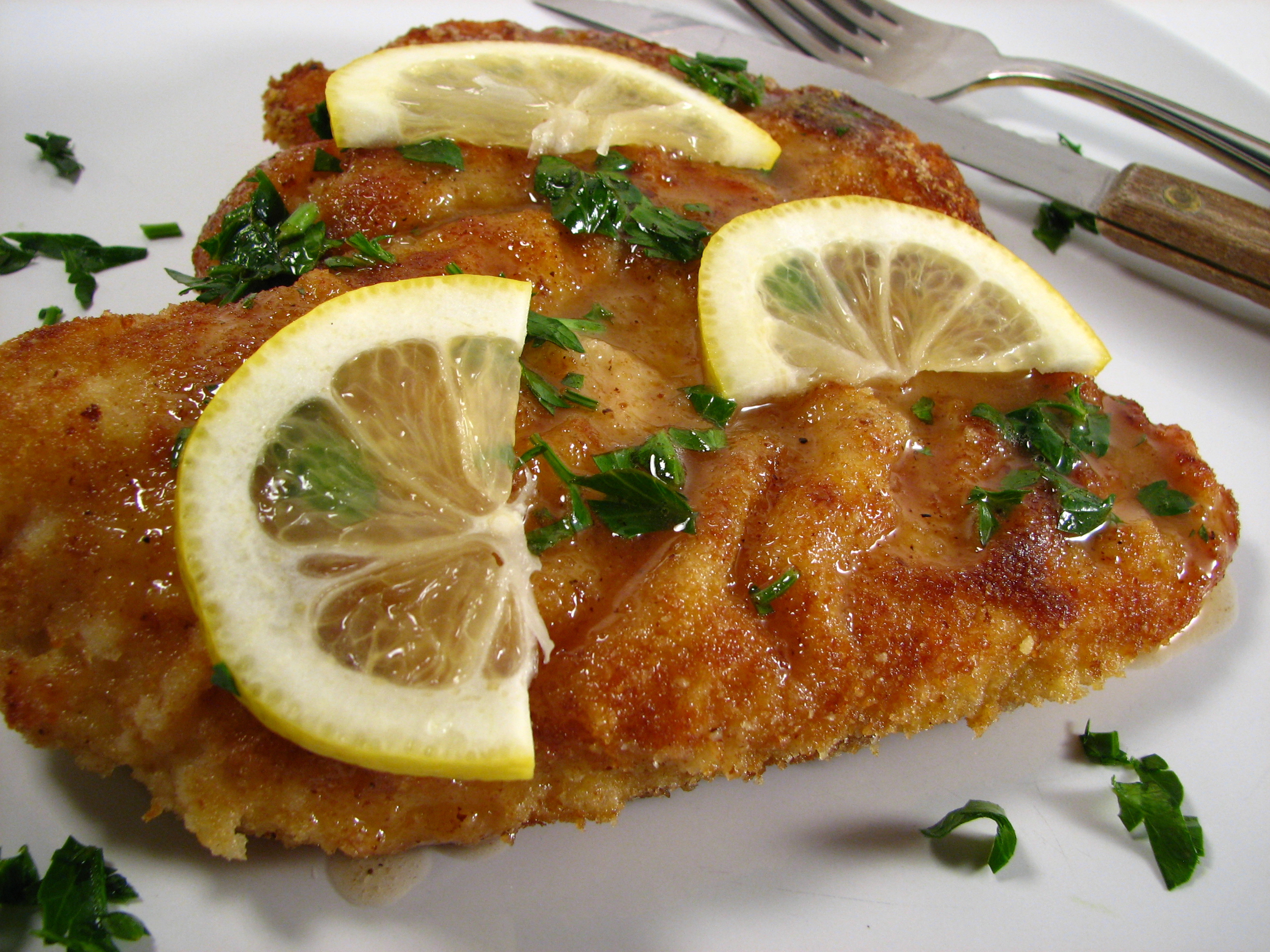
Piccata de pollastre.

La piccata és una preparació genèrica de la cuina italiana realitzada sobre certs aliments (generalment carn i peix), que se serveix picat, saltat i amb una salsa que per regla general sol contenir suc de llimona, mantega i espècies diverses. Piccata és la forma femenina de la paraula italiana piccato.

## Servidor
Aquest plat se sol servir acompanyat d'arròs, polenta o pasta. Hi ha variants vegetarianes d'aquest plat elaborades amb tofu.